# Boterbloempje

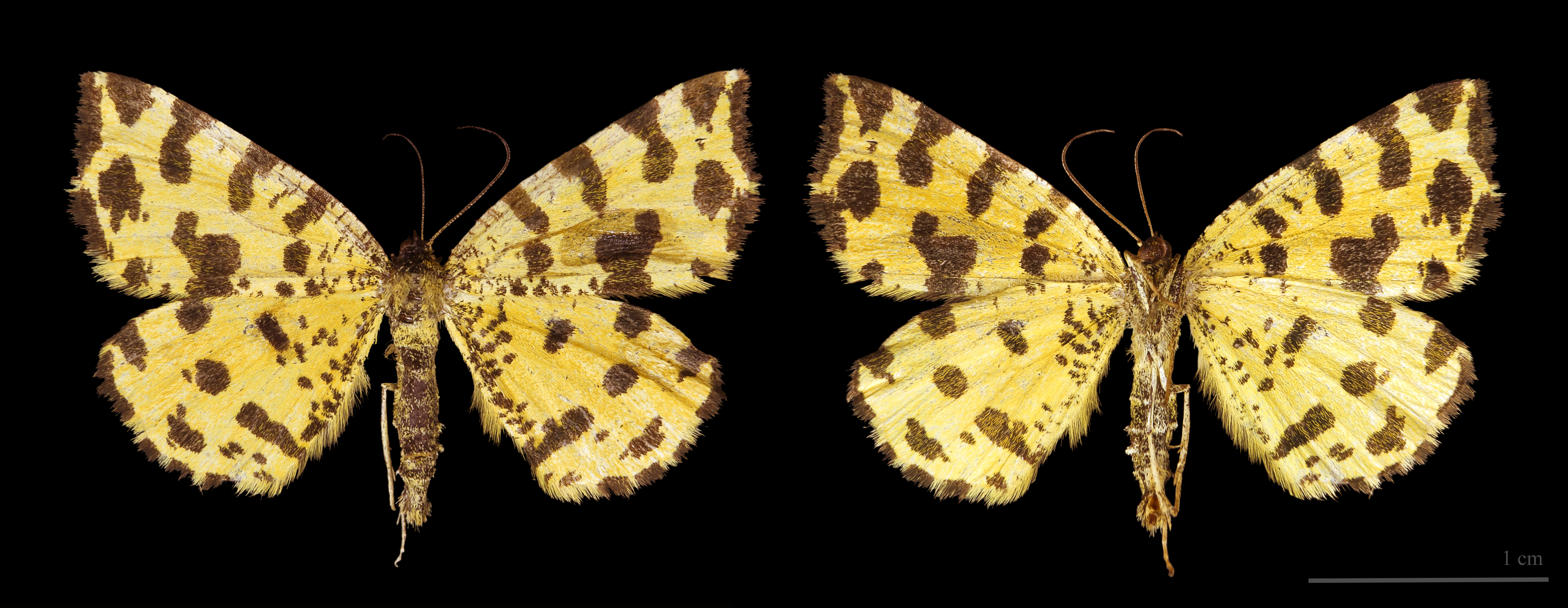

Het boterbloempje (Pseudopanthera macularia) is een vlinder uit de familie Geometridae (spanners). De soort komt voor in het oosten en zuiden van Nederland langs zonnige bosranden en droge gebieden. De vlinder vliegt overdag.
De vlinder verschijnt vanaf half april en is tot begin juli te zien. Er is één generatie per jaar. De vleugels zijn geel met deels in banden geordende, bruine tot violetachtige vlekken. De spanwijdte van de vleugels is 23 tot 28 mm. De rupsen zijn er van begin juli tot half september.
De groene rups kan 25 mm lang worden en heeft een donkere lijn midden over de rug met daarnaast iets gegolfde, dunne, witte lijnen met een onderste brede witte lijn.

## Waardplanten
De waardplanten zijn verschillende kruidachtige planten, waaronder de witte dovenetel, bergandoorn, kattendoorn en hertsmunt.